# Caduta (astrologia)

I segni ed il grado massimo di caduta per i diversi pianeti indicato in rosso, complementare a quello di esaltazione (in verde) del segno opposto

In astrologia, la caduta di un pianeta o luminare si determina quando esso si trova in opposizione al segno zodiacale in cui ha la sua esaltazione.
Un pianeta in caduta si trova in posizione di massima debolezza astrologica ed esprime, di conseguenza, con molta fatica, o non riesce ad esprimere le proprie qualità caratteristiche.
Secondo l'astrologia occidentale ogni pianeta può avere la propria caduta in un solo segno. Storicamente il concetto di caduta ed esaltazione esiste fin dall'astrologia ellenistica senza che ci fosse un reale consenso tra le varie scuole astrologiche; fu Claudio Tolomeo nel Tetrabiblos a sintetizzare in modo organico la questione ed attribuire le seguenti cadute:
- Sole - Caduta: Bilancia
- Luna - Caduta: Scorpione
- Mercurio - Caduta: Pesci
- Venere - Caduta: Vergine
- Marte - Caduta: Cancro
- Giove - Caduta: Capricorno
- Saturno - Caduta: Ariete